# Cantó de Decize
El cantó de Decize és un cantó francès del departament del Nièvre, situat al districte de Nevers. Té 7 municipis i el cap és Decize.

## Municipis
- Avril-sur-Loire
- Champvert
- Decize
- Devay
- Fleury-sur-Loire
- Saint-Germain-Chassenay
- Verneuil

## Història
| Data d'elecció                           | Identitat        | Partit        | Qualitat |
| ---------------------------------------- | ---------------- | ------------- | -------- |
| 1945-1973                                | Pierre Péronnet  | PCF           |          |
| 1973-1985                                | Théodore Gérard  | Divers droite |          |
| 1985-1992                                | Janine Sattonnet | Divers droite |          |
| 1992-2004                                | François Perrot  | PS            |          |
| 2004-                                    | Alain Lassus     | PS            |          |
| les dades anteriors no són pas conegudes |                  |               |          |
|                                          |                  |               |          |

## Demografia
| A partir de 1990: Població sense dobles comptes |